# Atteria
Atteria is een geslacht van vlinders van de familie bladrollers (Tortricidae), uit de onderfamilie Tortricinae.

## Soorten
- A. docima Druce, 1912
- A. drucei Walsingham, 1913
- A. strigicinctana Walker, 1863
- A. transversana (Walker, 1863)